# Otto Nuschke

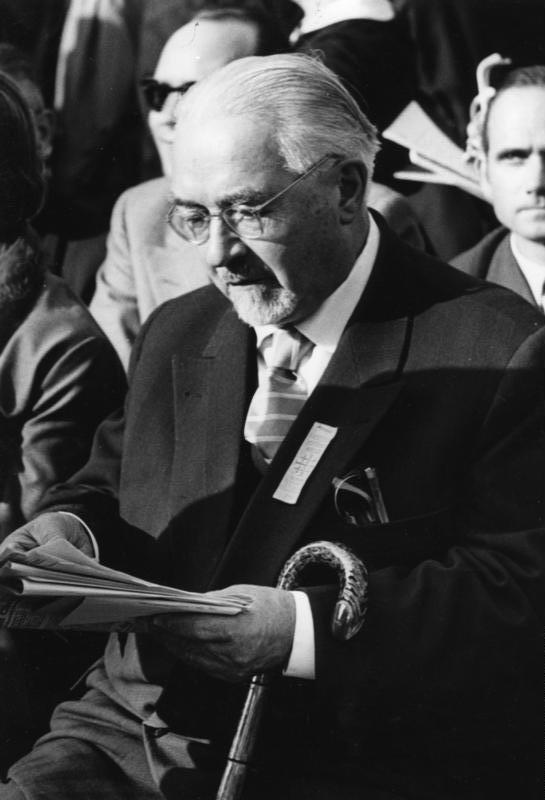
Otto Nuschke auf dem Deutschen Evangelischen Kirchentag in Frankfurt am Main, 1956

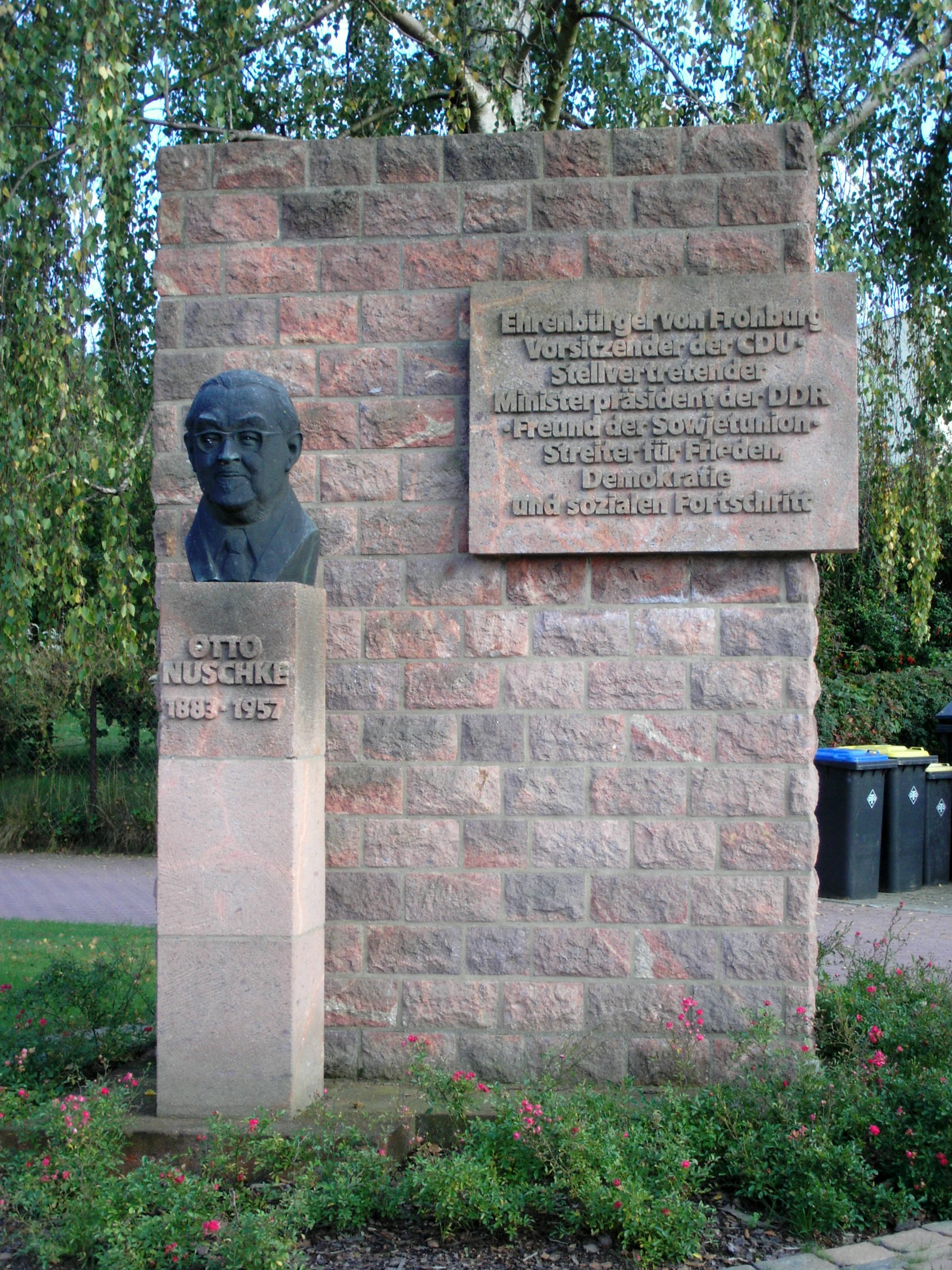
Otto-Nuschke-Denkmal in dessen Geburtsstadt Frohburg

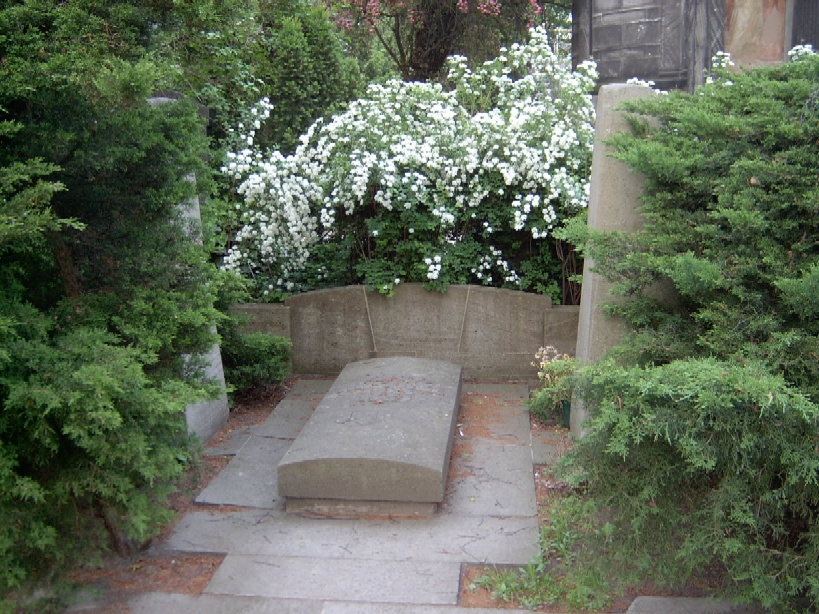
Grab von Otto Nuschke auf dem Dorotheenstädtischen Friedhof in Berlin.

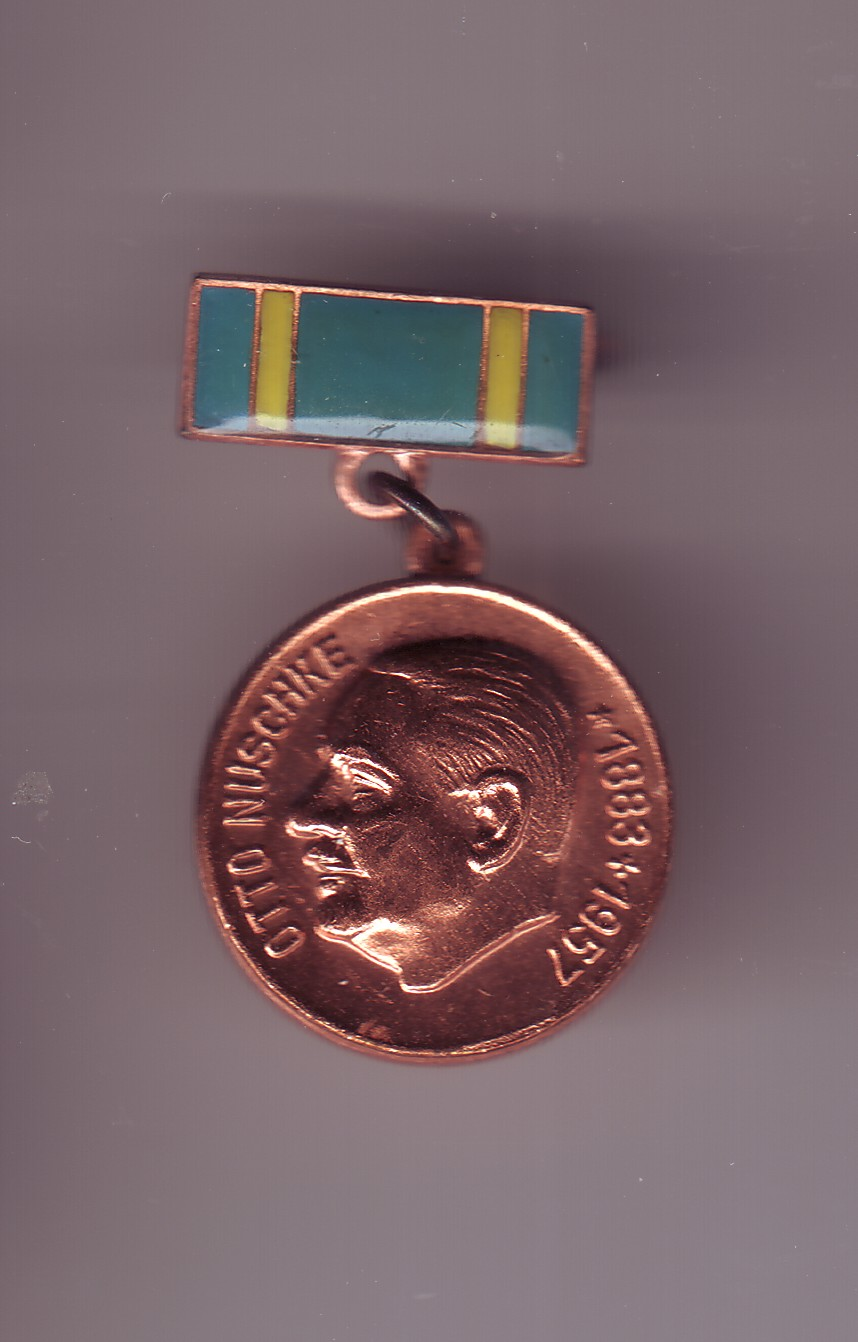
Otto-Nuschke-Ehrenzeichen in Bronze

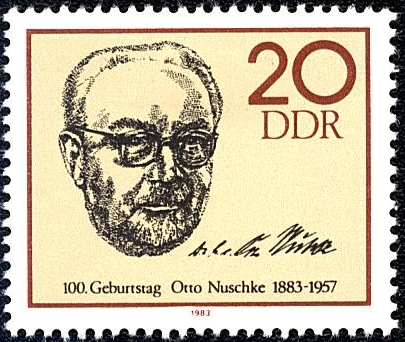
Briefmarkenausgabe zum 100. Geburtstag Otto Nuschkes (DDR 1983)

Otto Gustav Nuschke (* 23. Februar 1883 in Frohburg; † 27. Dezember 1957 in Hennigsdorf) war ein deutscher Politiker und CDU-Vorsitzender in der Sowjetischen Besatzungszone bzw. der späteren DDR. Zudem war Nuschke ab 1949  stellvertretender Ministerpräsident der DDR.

## Herkunft
Seine Eltern waren der Leipziger Buch- und Steindruckereibesitzer Gustav Otto Nuschke (1849–1924) und dessen Ehefrau Elisabeth Voigt (1853–1924). Sein Bruder Reinhard (* 1889) führte die Druckerei noch bis 1929 weiter.

## Leben und Beruf
Nach dem Besuch der Bürgerschule in Frohburg erhielt Nuschke, der evangelischen Glaubens war, noch einige Zeit Privatunterricht und besuchte dann die Akademie für graphische Künste in Leipzig. Er erlernte bei seinem Vater das Buchdruckerhandwerk. 1902 wurde Nuschke Redakteur der Hessischen Landeszeitung in Marburg, deren Leitung er ein Jahr später übernahm. Während dieser Zeit belegte er als Gasthörer Vorlesungen an der Philipps-Universität Marburg. 1910 wechselte Nuschke als Redakteur zum Berliner Tageblatt. Von 1915 bis 1930 war er Chefredakteur der Berliner Volks-Zeitung. Am Ersten Weltkrieg nahm er als Gefreiter des Garde-Landsturmbataillons Zossen teil.
Ab 1924 ließ er den Gertrudenhof erbauen.
Nuschke engagierte sich im Verband für internationale Verständigung, im Bund Deutscher Bodenreformer und der Deutschen Friedensgesellschaft. Nach der Machtübernahme der Nationalsozialisten bewirtschaftete er zunächst einen kleinen Hof in der Nähe von Berlin, den er aber auf politischen Druck hin aufgeben musste. Nuschke verhalf während der NS-Diktatur jüdischen Mitbürgern zur Flucht aus Deutschland, er selbst wurde mehrfach verhört und verhaftet. Auf Initiative Julius Lebers nahm er Kontakt zu den Attentätern des 20. Juli 1944 auf und war von diesen als künftiger Leiter des Rundfunks vorgesehen. Nach Lebers Verhaftung musste er untertauchen und überlebte bis Kriegsende in der Illegalität.
Im April 1949 war Otto Nuschke Sprecher der deutschen Delegation, die am Gründungskongress der Weltfriedensbewegung in Paris teilnahm.
Am 17. Juni 1953, dem Tag des Volksaufstandes in der DDR, wurde er von Demonstranten in seinem Auto erkannt und über die Oberbaumbrücke, die die Sektorengrenze bildete, nach West-Berlin gedrängt. Dort rettete er sich in eine Polizeistation vor der wütenden Menge. Nach Verhören wurde er nach 36 Stunden freigelassen, ohne Schaden erlitten zu haben. Beim Interview mit dem RIAS bekannte er sich zu seinem Staat DDR.

### Familie
Nuschke war viermal verheiratet. Er heiratete 1909 in Marburg die Konditorstochter Gertrud Matthaei (1887–1925); das Paar hatte einen Sohn. Nach ihrem Tod heiratete er 1927 Mathilde Küthmann (* 1900), die Ehe wurde 1933 geschieden. Die dritte Eheschließung erfolgte 1937 mit Charlotte Dittrich. Nach dem Krieg heiratete er 1948 Vera Günther (* 1927–2022), eine Tochter des Politikers Emil Günther (1893–1976), mit der er einen weiteren Sohn hatte.

### Ruhestätte
Otto Nuschke wurde auf dem  Dorotheenstädtischen Friedhof in Berlin am 30. Dezember 1958 beigesetzt. Die Predigt bei der kirchlichen Trauerfeier hielt Propst Heinrich Grüber in der Kapelle. Unter den Trauergästen befanden sich die Bischöfe Otto Dibelius und Friedrich-Wilhelm Krummacher. Die Einschätzung des ehemaligen Mitarbeiters von Nuschke im Staatsapparat sowie späteren Konsistorialpräsidenten, Grünbaum, dass der Parteivorsitzende nicht „ohne christliche Substanz“ und „innerhalb der CDU sehr einsam“ gewesen sei, mag bei der Teilnahme der leitenden Kirchenvertreter eine Rolle gespielt haben.
Die Grabanlage gestaltete der Steinbildhauermeister Alfred Späte (1917–1979) aus thüringischem Muschelkalk in seiner Bildhauer- und Steinmetzwerkstatt in Kayna im heutigen Burgenlandkreis. Späte nahm persönlich an der Übergabe des Grabmals und den beiden dazugehörigen Obelisken für den verstorbenen Parteivorsitzenden der CDU am 17. Juni 1959 im Beisein von Gerald Götting teil, der in seiner Rede auf das geschichtsträchtige Datum einging.

## Politik

### Partei
Nuschke trat schon früh der linksliberalen Freisinnigen Vereinigung bei, deren Parteisekretär er 1906 im Regierungsbezirk Kassel wurde. Als sich die Vereinigung 1910 mit anderen linksliberalen Parteien zur Fortschrittlichen Volkspartei zusammenschloss, übernahm er diese Funktion auch in der neuen Partei. Bei der Reichstagswahl 1912 kandidierte er, auf Betreiben des bisherigen Abgeordneten Heinz Potthoff, im Wahlkreis Waldeck-Pyrmont, unterlag jedoch knapp dem antisemitischen Kandidaten Georg Vietmeyer. Nachdem die Wahl für ungültig erklärt wurde, verzichtete er zugunsten Friedrich Naumanns auf eine erneute Kandidatur.
1918 beteiligte er sich an der Gründung der DDP. In den 1920er Jahren war er zeitweise auch stellvertretender Reichsvorsitzender der Partei. Nuschke gehörte zu den Mitbegründern des republiktreuen Reichsbanners Schwarz-Rot-Gold und wurde 1931 zum Generalsekretär der Deutschen Staatspartei, wie die DDP seit 1930 hieß, ernannt.
Nach dem Zweiten Weltkrieg beteiligte sich Nuschke im Gegensatz zum Großteil der früheren DDP-Mitglieder nicht an der Gründung von LDPD bzw. FDP, sondern wurde, wie auch Ferdinand Friedensburg, Ernst Lemmer und Walther Schreiber, 1945 Mitbegründer der CDU in der Sowjetischen Besatzungszone. Nach der Entlassung des letzten frei gewählten CDU-Vorsitzenden Jakob Kaiser durch die Sowjetische Militäradministration im Dezember 1947 – der CDU-Vorstand unter Kaiser hatte die Teilnahme der CDU am Volkskongress abgelehnt – wurde Nuschke auf dem dritten Parteitag der CDU im September 1948 zum Parteivorsitzenden bestimmt.

### Abgeordneter
Nuschke war 1919 Mitglied der Weimarer Nationalversammlung. Im Jahre 1921 wurde er zum Mitglied des Preußischen Landtages, dem er bis 1933 angehörte, gewählt.
Bei den Landtagswahlen in der SBZ 1946 wurde Nuschke Landtagsabgeordneter im Brandenburger Landtag und in Sachsen-Anhalt, was damals möglich war. Außerdem gehörte er dem Kreistag des Osthavellandes an. Im März 1948 wurde er gemeinsam mit Wilhelm Pieck (SED) und Wilhelm Külz (LDPD) Vorsitzender des Deutschen Volksrates, der die Verfassung der DDR ausarbeitete. Im Jahre 1949 wurde er zunächst Mitglied der Provisorischen Volkskammer der DDR. Er gehörte anschließend bis zu seinem Tode der Volkskammer an.

### Öffentliche Ämter
Nuschke war von 1949 bis zu seinem Tode stellvertretender Ministerpräsident der DDR.

## Eintritt für Normalisierung kirchlich-staatlicher Beziehungen in der DDR
Otto Nuschke setzte sich in den 1950er Jahren für die Normalisierung der kirchlich-staatlichen Beziehungen in der DDR ein und führte dazu intensive Verhandlungen. Er besuchte auf Einladung des Kirchentagspräsidenten Reinold von Thadden-Trieglaff den gesamtdeutschen Kirchentag in Frankfurt am Main 1956. Der politische Kurswechsel der DDR-Regierung von „Deutsche an einen Tisch“ zur Forderung nach Anerkennung der DDR als souveräner Staat führte zu Differenzen und zur Polemik, wobei Nuschkes Auftreten in der Arbeitsgruppe 3 von der Ost-CDU als „kämpferisch“ bezeichnet wurde. Bereits 1951 war Otto Nuschke zusammen mit Wilhelm Pieck Besucher des Berliner Kirchentages, der unter der Losung stand: „Wir sind doch Brüder“, und äußerte sich dort zu kirchenpolitischen Fragen. Am 6. August 1956 empfing Otto Nuschke als Parteivorsitzender der Ost-CDU eine Delegation der Synode der Evangelischen Kirche in Deutschland, der Synodale aus den Landeskirchen in der DDR angehörten, und erörterte mit ihr vor allem die „Auswirkungen der allgemeinen Wehrpflicht in der BRD und die Prinzipien der Werbung von Freiwilligen für die NVA“.

## Ehrungen
1955 wurde ihm von der Karl-Marx-Universität Leipzig die Ehrendoktorwürde verliehen (Dr. rer. pol. h. c.).
Im Jahre 1958 wurde die Jägerstraße in Berlin-Mitte in Otto-Nuschke-Straße umbenannt; deren Rückbenennung erfolgte 1991. Weiterhin waren das dort, an der Ecke Charlottenstraße, befindliche vormalige Haus der Ost-CDU-Zentrale (Otto-Nuschke-Haus) sowie die sogenannte Zentrale Schulungsstätte der CDU in Burgscheidungen nach Nuschke benannt.
Heute noch bestehen (Dr.-)Otto-Nuschke-Straßen in Rüdersdorf bei Berlin, Brusendorf, Senftenberg, Guben, Königsee, Calau, Rudolstadt, Aue, Oelsnitz/Erzgebirge, Greiz, Zeulenroda, Parchim, Frohburg, Bad Lobenstein, Neustadt in Sachsen, Lichtenstein/Sachsen, Fürstenwalde/Spree und in Lunzenau. Andere Straßenbenennungen wurden nach der demokratischen Wende wieder rückgängig gemacht. Dies war neben Berlin beispielsweise die Ehrensteinstraße in Leipzig oder die Lindenstraße in Potsdam, an der in der Zeit des Nationalsozialismus und in der Zeit der DDR das Untersuchungsgefängnis für politische Häftlinge lag.
Die CDU der DDR stiftete nach seinem Tod das „Otto-Nuschke-Ehrenzeichen“ in den Rängen Gold, Silber und Bronze, das als höchste Auszeichnung der Partei an verdienstvolle Mitglieder vergeben wurde. Der Lyriker Jens Gerlach widmete ihm in „Dorotheenstädtische Monologe“ ein Gedicht.
Das 1976 am Gendarmenmarkt in Berlin erbaute Otto-Nuschke-Haus wurde 2021 unter Denkmalschutz gestellt.

## Weitere Darstellungen Nuschkes in der bildenden Kunst der DDR
- Rudolf Nehmer: CDU-Vorsitzender Otto Nuschke (1960, Öl)[19]

## Veröffentlichungen
- Mensch, Politiker, Journalist. Union-Verlag, Berlin 1953.
- mit Heinrich Grüber: Nicht nebeneinander – Miteinander! Verlag Deutscher Friedensrat, Berlin 1955.
- Reden und Aufsätze. 1919–1950. Union-Verlag, Berlin 1957.
- Mahnung und Beispiel. Reden und Aufsätze aus den Jahren 1951–1957. Union-Verlag, Berlin 1958 (postum).
- Ein Leben für die Interessen des Volkes. Union-Verlag, Berlin 1983 (postum).